# 二百二十日
二百二十日（にひゃくはつか）は雑節のひとつで、立春を起算日（1日目）として220日目（立春の219日後の日）にあたる。
21世紀初頭の現在では平年なら9月11日、閏年なら9月10日である。数十年以上のスパンでは、立春の変動により9月12日の年もある。
八朔（旧暦8月1日）・二百十日とともに、天候が悪くなる農家の三大厄日とされてきた。統計的には、台風は二百十日から9月下旬にかけて襲来することが多く、二百十日よりも二百二十日の方を警戒する必要がある。